# Fairy Tales
Albums de Mother Gong
Time is the key
(1979) About Time
(1979)
Fairy tales est le premier album studio de Mother Gong, sorti en 1979.
Les trois titres sont des fables populaires narrées par Gilly Smith.

## Liste des titres
| No | Titre             | Durée |
| -- | ----------------- | ----- |
| 1. | Wassilissa        | 22:38 |
| 2. | The Three Tongues | 12:41 |
| 3. | The Pied Piper    | 14:38 |

## Musiciens
- Corrina – voix
- Gilli Smyth – voix
- Eduardo Niebla – guitare
- Harry Williamson – guitare
- Marianne Oberasher – harpe
- Trevor Darks – basse
- Mo Vicarage – claviers
- Didier Malherbe – cuivres
- Nik Turner – cuivres
- Ronnie Wathen – cornemuse, Uilleann pipes
- Ermano Ghisio-Erba – batterie